# America's Next Top Model (mùa 4)
America's Next Top Model, Mùa thi 4 lên sóng vào ngày 2 tháng 3 năm 2005 là mùa thi thứ tư của loạt chương trình America's Next Top Model phát trên sóng UPN. Ngôi nhà siêu mẫu cũng như địa điểm ghi hình dời từ thành phố New York sang Los Angeles. Số lượng thí sinh vẫn là 14. Biểu ngữ cổ động cho mùa thi lần này là: "Lặn xuống".
Điểm đến được chọn là Cape Town cho top 6.
Cô gái 20 tuổi, Naima Mora đến từ Detroit, Michigan đã thắng chung cuộc. Cô giành được: Một hợp đồng với công ty quản lý người mẫu Ford Models, hàng loạt bài viết độc quyền và chụp hình cho tạp chí Elle và một hợp đồng quảng cáo trị giá 100.000$ với thương hiệu mỹ phẩm nổi tiếng CoverGirl.

## Các thí sinh
(Tuổi tính khi tham gia cuộc thi)
| Thí sinh           | Tuổi | Chiều cao              | Đến từ                 | Bị loại ở | Hạng |
| ------------------ | ---- | ---------------------- | ---------------------- | --------- | ---- |
| Brita Petersons    | 25   | 174 cm (5 ft 8+1⁄2 in) | La Cañada, California  | Tập 2     | 14   |
| Sarah Dankelman    | 22   | 175 cm (5 ft 9 in)     | Baltimore, Maryland    | Tập 3     | 13   |
| Brandy Rusher      | 20   | 173 cm (5 ft 8 in)     | Houston, Texas         | Tập 4     | 12   |
| Noelle Staggers    | 20   | 170 cm (5 ft 7 in)     | Reno, Nevada           | Tập 5     | 11   |
| Lluvy Gomez        | 21   | 173 cm (5 ft 8 in)     | Modesto, California    | Tập 6     | 10   |
| Tiffany Richardson | 22   | 178 cm (5 ft 10 in)    | Miami, Florida         | Tập 7     | 9–8  |
| Rebecca Epley      | 22   | 178 cm (5 ft 10 in)    | Minneapolis, Minnesota | Tập 7     | 9–8  |
| Tatiana Dante      | 18   | 170 cm (5 ft 7 in)     | Maui, Hawaii           | Tập 8     | 7    |
| Michelle Deighton  | 19   | 178 cm (5 ft 10 in)    | Terre Haute, Indiana   | Tập 9     | 6    |
| Christina Murphy   | 24   | 178 cm (5 ft 10 in)    | Tallahassee, Florida   | Tập 10    | 5    |
| Brittany Brower    | 22   | 180 cm (5 ft 11 in)    | Tallahassee, Florida   | Tập 11    | 4    |
| Keenyah Hill       | 19   | 180 cm (5 ft 11 in)    | Compton, California    | Tập 13    | 3    |
| Kahlen Rondot      | 21   | 173 cm (5 ft 8 in)     | Broken Arrow, Oklahoma | Tập 13    | 2    |
| Naima Mora         | 20   | 175 cm (5 ft 9 in)     | Detroit, Michigan      | Tập 13    | 1    |

## Tổng kết

### Thứ tự gọi tên
| 1  | Rebecca   | Tiffany   | Keenyah   | Brittany  | Rebecca   | Kahlen    | Brittany        | Kahlen    | Kahlen    | Naima     | Keenyah  | Naima   | Naima  |  |  |
| 2  | Christina | Naima     | Tatiana   | Keenyah   | Christina | Brittany  | Keenyah         | Christina | Christina | Keenyah   | Kahlen   | Kahlen  | Kahlen |  |  |
| 3  | Keenyah   | Rebecca   | Rebecca   | Michelle  | Tatiana   | Naima     | Naima           | Naima     | Naima     | Kahlen    | Naima    | Keenyah |        |  |  |
| 4  | Brita     | Kahlen    | Tiffany   | Kahlen    | Tiffany   | Christina | Michelle        | Keenyah   | Brittany  | Brittany  | Brittany |         |        |  |  |
| 5  | Naima     | Christina | Lluvy     | Christina | Keenyah   | Michelle  | Kahlen          | Brittany  | Keenyah   | Christina |          |         |        |  |  |
| 6  | Noelle    | Michelle  | Naima     | Rebecca   | Kahlen    | Tatiana   | Christina       | Michelle  | Michelle  |           |          |         |        |  |  |
| 7  | Michelle  | Noelle    | Christina | Tatiana   | Naima     | Tiffany   | Tatiana         | Tatiana   |           |           |          |         |        |  |  |
| 8  | Sarah     | Sarah     | Brandy    | Naima     | Brittany  | Keenyah   | Rebecca Tiffany |           |           |           |          |         |        |  |  |
| 9  | Brandy    | Tatiana   | Noelle    | Tiffany   | Michelle  | Rebecca   | Rebecca Tiffany |           |           |           |          |         |        |  |  |
| 10 | Brittany  | Brittany  | Michelle  | Noelle    | Lluvy     | Lluvy     |                 |           |           |           |          |         |        |  |  |
| 11 | Kahlen    | Lluvy     | Kahlen    | Lluvy     | Noelle    |           |                 |           |           |           |          |         |        |  |  |
| 12 | Tatiana   | Keenyah   | Brittany  | Brandy    |           |           |                 |           |           |           |          |         |        |  |  |
| 13 | Lluvy     | Brandy    | Sarah     |           |           |           |                 |           |           |           |          |         |        |  |  |
| 14 | Tiffany   | Brita     |           |           |           |           |                 |           |           |           |          |         |        |  |  |

- Tập 12 là tập tổng hợp những khoảnh khắc đáng nhớ trong cuộc thi
- Tập 14 là tập đặc biệt, mà các thí sinh đã như thế nào sau cuộc thi.

### Chụp ảnh
- Tập 2: Người ngoài hành tinh ở Manhattan
- Tập 3: Rảo bước đi bộ cùng chó và hoa cho 1-800-Flowers
- Tập 4: 12 Cung hoàng đạo cho lịch Warneco
- Tập 5: Mẹ và con cho chiến dịch Got Milk?
- Tập 6: Trạm tiếp nhiên liệu quyết chiến thời tiết
- Tập 7: Trận chiến gối mềm với người mẫu nam cho Wonderbra
- Tập 8: Bảy tội lỗi chết người
- Tập 9: Động vật đặc trưng châu Phi cho Lubriderm
- Tập 10: Thiên nhiên hùng vĩ
- Tập 11: Vũ điệu Châu Phi cho sữa tắm Caress
- Tập 13: Chụp ảnh và đóng quảng cáo son môi CoverGirl Outlast Foundation

### Thay đổi vẻ ngoài
- Brita: Làm xoăn theo kiểu tóc các cô dâu
- Sarah: Lấy ý tưởng từ mẫu tóc của Peter Pan
- Brandy: Cắt bỏ phần tóc nối màu đỏ, cạo một phần tóc và nhuộm cam
- Noelle: Tóc gió thôi bay (tóc duỗi thẳng tấp)
- Lluvy: Nhuộm màu đỏ giống Shelly Duvall
- Tiffany: Nối tóc dài thẳng
- Rebecca: Nối thêm gợn tóc
- Tatiana: Nhuộm nâu theo phong cách của Paulina Porizkova
- Michelle: Nhuộm vàng tươi
- Christina: Nhuộm đen và cắt góc
- Brittany: Tỉa tóc, có gợn ở cuối
- Keenyah: Tóc bob theo cách Vidal Sassoon
- Kahlen: Nối tóc dài giống Carmen Kass
- Naima: Nhuộm màu vàng mật ong

### Hội đồng giám khảo
- Tyra Banks
- Nigel Barker
- Janice Dickinson
- Nolé Marin

## Số liệu
- Số lượng thí sinh: 14
- Già nhất: Brita Petersons, 25 tuổi
- Trẻ nhất: Tatiana Dante & Michelle Deighton, đều 18 tuổi
- Cao nhất: Brittany Brower & Keenyah Hill, 1m80 (5 ft.11")
- Thấp nhất: Noelle Staggers & Tatiana Dante, đều cao 1m70 (5 ft.7")
- Nặng nhất: Brita Petersons, 62 kg (138 lb)
- Nhẹ nhất: Kahlen Rondot, 52 kg (114 lb)
- Thí sinh liên tục chiến thắng thử thách: Naima Mora, 2 tuần liên tục
- Thí sinh chiến thắng thử thách nhiều nhất: Naima Mora, 4 lần
- Thí sinh liên tục dẫn đầu bảng xếp hạng: Kahlen Rondot, 2 tuần
- Thí sinh có số lần dẫn đầu bảng xếp hạng nhiều nhất: Kahlen Rondot, 3 lần
- Thí sinh liên tục rớt chót: Lluvy Gomez, 3 lần
- Thí sinh có số lần xếp chót nhiều nhất: Brittany Brower & Lluvy Gomez, đều 3 lần
- Thí sinh liên tục được chọn làm CoverGirl của tuần: Naima Mora, 9[15] lần
- Thí sinh được chọn làm CoverGirl nhiều tuần nhất: Naima Mora, 9[15] tuần